# GGRZ Hagen
Als Gemeinsames Gebietsrechenzentrum Hagen (GGRZ Hagen) stand dieser Landesbetrieb in NRW insbesondere der Landesverwaltung für die Realisierung von IT-Lösungen zur Verfügung. 
Das GGRZ Hagen wurde als Einrichtung des Landes 1977 in Hagen damals noch als Landesbehörde errichtet. Am 1. Januar 2003 wurde der Betrieb zu einem Landesbetrieb. Mit Ablauf des 31. Dezember 2008 wurde das GGRZ Hagen aufgelöst und als Niederlassung in das Landesamt für Datenverarbeitung und Statistik (jetzt Landesbetrieb Information und Technik NRW) eingegliedert. Derzeit sind etwa 170 Personen in der Niederlassung beschäftigt.
Schwerpunkte der Niederlassung sind die Erstellung von Software und die Bereitstellung von Rechenzentrums-Dienstleistungen.